# Az Igazság Ligája – Pusztulás
Az Igazság Ligája – Pusztulás (eredeti cím: Justice League: Doom) egész estés amerikai 2D-s számítógépes animációs film, amely eredetileg DVD-n jelent meg. A forgatókönyvet Dwayne McDuffie és Mark Waid írta, Lauren Montgomery rendezte, a zenéjét Christopher Drake szerezte. A Warner Bros. Animation készítette, a Warner Home Video forgalmazta.
Amerikában 2012. február 28-án DVD-n adták ki.

## Cselekmény
|  | Alább a cselekmény részletei következnek! |

Batman, Cyborg gyanúja alapján rábukkan a Royal Flush bandára, akik épp lopást hajtanak végre, ám Superman intése ellenére a sötét lovag megkísérli egymaga harcképtelenné tenni őket. Sikeresen kiüti Bubit, Dámát és Tízest, de Ász ereje számára is nagy. A liga többi tagja érkeztével Zöld lámpás leteríti a monstrumot, megmentve Batmant. A csata kimenetele a szuperhősöknek kedvez, ám Király menekülőre fogja a dolgot és szökni próbál. Végül Cyborg is befut, így nem jut túl messzire ő sem. Mivel nem derül ki, hogy a banda kitől kapta a faljárás technikáját, a liga másnap folytatja a nyomozást. Miután Batman visszaér a Denevérbarlangba, Tükörmester a Lexcorp egy technológiájával feltöri a barlang számítógépét és lemásolja az összes adatot a ligáról. Később a rossz fiúk gyülekeznek a mocsárban egy meghívás miatt, majd kiderül, hogy a házigazda Vandal Savage, aki megbízza őket, hogy számoljanak le a ligával a terve érdekében. A fogadás záró mondata: "Üdv nektek, a Végzet Légiójában".
A leszámolás első áldozata Bruce, akit Bane támad meg és élve eltemeti szülei sírjába. Ezután J'onn következik, akit Ma'alefa'ak próbál eltenni láb alól az italába kevert méreggel, amitől lángra kap, s sehogy sem lehet eloltani. Diana, Gepárd ellen harcol, mikor megsebesül, amitől valamilyen anyag kerül a szervezetébe, ezáltal minden emberben ellenségét látja, még Cyborgban is. Barryt, Tükörmester cselezi ki és bombát rak a csuklójára. A lényege, hogy bármit csinál felrobban, kivéve, ha megállás nélkül fut a végtelenségig. Halt, Zafírcsillag ejti át egy az elméjére ható megrendezett támadással, amiben látszólag egy túsz meghal. A hős magát okolva a nő haláláért leveti gyűrűjét. Supermant, Metallo csapja be egy, a Daily Planetben dolgozó ember bőrébe bújva, akit nemrég rúgtak ki, és le akar ugrani egy irodaház tetejéről. A csel akkor derül ki, mikor Metallo rálő Supermanre egy Kriptonit golyóval, amitől az acélember lezuhan. A Végzet Légiója a liga megsemmisülését ünnepli, majd Vandal elmondja gonosz tervét, miszerint le akarja igázni a Földet a bolygó lakosságának kétharmada megölésével, mind ezt egy napkitöréssel. Közben Wonder Woman a rendőrök és Cyborg ellen harcol, mivel mindegyiket Gepárdnak nézi.
Cyborg gyorsan rájön, mi a baj, és egy interferencia hullámmal semlegesíti Gepárd mérgét. Ezután Bruce feleszmél és szülei sírjában találja magát. Kiszabadítja magát, majd miután rájön, hogy az ő tervei alapján akarják megölni barátait, a segítségükre siet. Villámot egy jéghegyhez küldi, hogy fusson át rajta, így a bomba beleragad és csak az robban fel. J'onn lángolása ellen Wonder Woman, Batman utasítására alumínium-oxidot ad be neki, ami ellenhatásba lép Ma'alefa'ak mérgével. Hal segítségére már Batman megy, aki szinte beleőrült a nő halálába. Batman azonban megmutatja neki, hogy a holttest nem ember, hanem egy android, a félelmét fokozó anyag pedig nem más, mint szintetikus madárijesztőféle félelem gáz. Zöld lámpás elgondolkodik, hogy Zafírcsillag hogy tudta ilyen módon átejteni. Már csak Superman van hátra, aki élet-halál között lebeg a testébe fúródott kriptonit lövedéktől. Mivel az orvosok nem tudják kioperálni sebezhetetlen bőre miatt a golyót, a ligára hárul a feladat. Batman, Cyborg kezébe ad egy másik kriptonit darabot, amit lencsének használva felvágja Superman bőrét, majd J'onn kiveszi a golyót. Miután az acélember magához tér, a liga összeül az őrtoronyban és Batman szembesíti társait, hogy a megölésüket végrehajtó terv az övé, ám hangsúlyozza, hogy csak ártalmatlanítás volt mindennek a célja, amit a tolvaj megváltoztatott likvidálásra. Megmutatja nekik a denevérbarlang biztonsági felvételeit, amin jól látszik, hogy a tettes Tükörmester volt, aki feltörte számítógépét és a rajtalévő adatokat letöltötte. A csapat rájön, hogy az akitől Tükörmester a feltöréshez használt technológiát kapta és az, akitől a Royal Flush banda a faljárás technológiát szerezte, egy és ugyanaz a személy. Batman a fájlok lenyomozásával kideríti a megbízó hollétét, így a liga harcba indul. Végül sorsdöntő összecsapásra kerül sor a jók és a rosszak között a Vandal mocsári bázisán.
A napkitörést előidéző rakétát Vandal kilövi a napba, Superman pedig utána repül. Erőfeszítései ellenére nem sikerül megállítania a becsapódást. Ezután Zöld lámpás megpróbálja lelassítani a folyamatot időt nyerve a többieknek, akik rájönnek, hogy a Royal Flush banda faljáró technológiája csak a prototípus volt és az igazi: maga a bázis. Superman felemeli az űrbe és csatlakoztatják az őrtoronyhoz, felerősítve hatását, ami az egész bolygóra kiterjed, így a napkitörés szó szerint áthalad a bolygón. A föld megmenekül és Cyborg teljes jogú csapattag lesz, ám a ligát újabb csapás éri. Barátai megkérdőjelezik a sötét lovag ligaellenes védelmi terveit, így Batman kilép az Igazság Ligájából.
|  | Itt a vége a cselekmény részletezésének! |

## Szereplők
| Szereplő           | Eredeti hang       | Magyar hang       |
| ------------------ | ------------------ | ----------------- |
| Batman             | Kevin Conroy       | Sarádi Zsolt      |
| Superman           | Tim Daly           | Welker Gábor      |
| Csodanő            | Susan Eisenberg    | Tarr Judit        |
| Villám             | Michael Rosenbaum  | Hamvas Dániel     |
| Zöld Lámpás        | Nathan Fillion     | Szatory Dávid     |
| Marsbéli Fejvadász | Carl Lumbly        | Epres Attila      |
| Cyborg             | Bumper Robinson    | Géczi Zoltán      |
| Alfred Pennyworth  | Robin Atkin Downes | Szokolay Ottó     |
| Bane               | Carlos Alazraqui   | Törköly Levente   |
| Zafírcsillag       | Olivia d’Abo       | Nemes Takách Kata |
| Gepárd             | Claudia Black      | Bartsch Kata      |
| Metallo            | Paul Blackthorne   | Pál András        |
| Ma'alefa'ak        | Carl Lumbly        | Epres Attila      |
| Tükörmester        | Alexis Denisof     | Stern Dániel      |
| Vandal Savage      | Phil Morris        | Rosta Sándor      |
| Tíz                | Juliet Landau      | Csuha Bori        |
| Bubi               | Robin Atkin Downes | Molnár Áron       |
| Dáma               | Grey Griffin       | Gáspár Kata       |
| Király             | Jim Meskimen       | Sipos Imre        |
| Ász                | Bruce Timm         | Eredeti hang      |

## Magyar változat
A szinkront az HBO megbízásából a Mafilm Audio Kft. készítette.
- Magyar szöveg: Csizmás Kata
- Hangmérnök: Kardos Péter
- Vágó: Kajdácsi Brigitta
- Gyártásvezető: Kéner Ágnes
- Szinkronrendező: Majoros Eszter
- Felolvasó: Bozai József